# Aernout van Lennep
Aernout van Lennep, né le 23 février 1898 au Helder et mort le 17 décembre 1974 à La Haye, est un cavalier néerlandais.
Aux Jeux olympiques d'été de 1932 à Los Angeles, il est médaillé d'argent en concours complet par équipe et neuvième en concours complet individuel.